# Con trai rồng
Chú bé rồng hay con trai rồng (kanji: 龍狼伝; The Story of Wolf and Dragon hay Legend of Dragon's Son trong tiếng Anh) là một bộ manga của tác giả Yamahara Yoshito.

## Tóm tắt
Shirou (Kokichi) và Masumi (ASa) là hai người bạn thân, học tại một trường trung học Nhật Bản. Trong một lần du ngoại đến Trung Quốc với lớp, xuất hiện một con rồng xuyên thủng máy bay và nuốt chửng hai người. Hai người được đưa về thời Tam Quốc. Tại đây, Shirou đã trở thành Quân sư Rồng cho Lưu Bị và, không may, Masumi đã bị Trọng Đạt bắt đi và giao cho Tào Tháo và trở thành thần hộ mệnh cho quân Tào. Hai người bạn phải đối đầu với nhau, nhưng họ vẫn muốn cùng nhau thoát khỏi thời loạn này và trở về tương lai. Sau đó Shirou và rồi cả Masumi nhận ra họ có một sứ mạng phải hoàn thành, và kẻ thù của họ chính là Trọng Đạt. Đó là một chuyến hành trình dài đối với cả Shirou và Masumi...

## Nhân vật
- Shirou Amachi: chàng trai bị đưa trở lại thời Tam Quốc và trở thành Quân sư Rồng. Là người có nốt ruồi luân điểm trên trán, có tướng Thiên Mệnh và có sứ mệnh là phải tiêu diệt Trọng Đạt. (Shiro chính là người lai, có bố là người Nhật Bản, mẹ là người Trung Quốc)
- Masumi Izumi: bạn gái của Shirou, cùng đi ngược thời gian với cậu, có cùng dấu hiệu và sứ mệnh như Shirou, trở thành Tiên nữ Rồng bên quân Tào.
- Tư Mã Ý: tự là Trọng Đạt, người có tướng Phá Hoàng muốn tiêu diệt cả thế giới ẩn dưới danh nghĩa một tướng lĩnh dưới quyền Tào Tháo, thủ lĩnh của Ngũ Hổ Thần và đội quân Hổ Báo Kỵ có sức mạnh vô địch.
- Liên Hoa: em gái quân sư Đan Phúc, ban đầu rất hận Shirou vì anh mình đã mất mạng do cứu cậu nhưng sau trở thành người bạn đáng tin cậy của cậu.
- Hư Không: bị mù, là em trai của Lã Bố. Sử dụng gậy sắt.
- Thành phần Ngũ Hổ Thần:
  - Hoàng Thi Hổ: cao thủ thương thuật, có bộ giáp đặc biệt.
  - Xích Phi Hổ: sử dụng thuật âm đao (Không Phá Sơn, Đột Phá Sơn)
  - Bạch Minh Hổ: điều khiển được xác sống
  - Hắc Chướng Hổ: chính là "Cự Lộc Nhân" Trương Giác- thủ lĩnh giặc khăn vàng.
  - Thiệu Hà/Thanh Long(Phượng Hoàng): Là thủ lĩnh của Ngũ Hổ Thần.Là người có "Tấm thân bất tử", biết thuật chữa bệnh, niệm thể đấu tiên thuật...